# Pieter Willem Korthals
Pieter Willem Korthals (1 de septiembre de 1807, Ámsterdam – marzo 1892 , Haarlem) fue un botánico neerdlandés . Korthals fue botánico oficial de la Compañía Holandesa de las Indias Orientales desde 1831 a 1836.

## Algunas publicaciones
- Observationes de Naucleis indicis…. 1839

- Over het geslacht Nepenthes. En: c.j. Temminck. Verhandelingen over de natuurlijke geschiedenis der Nederlandsche overzeesche bezittingen. Kruidkunde: 1–44, pls. 1–4, 13–15, 20–22. 1839

- Verhandelingen over de natuurlijke geschiedenis der Nederlandsche overzeesche bezittingen. Botánica por Pieter Willem Korthals. Leiden, S. en J. Luchtmans & C.G. van der Hoek, 1840. Litografías coloreadas a mano por A.S. Mulder, luego de J. Gaijkema y de Pieter Willem Korthals (hojas de 310 × 450 mm) Texto perdido. Nota: tres vols. se publicaron como resultado de las exploraciones científicas de la "Commisión de Historia Natural de la "Dutch East Indies", bajo la dirección general editorial de Temminck]]. Korthals fue el botánico oficial y autor de la parte botánica, con 70 planchas, publicadas de 1839 a 1842 [-1844]. Landwehr indica que solo se imprimieron 250 copias. Referencias: Nissen BBI 1092; Great flower books p. 63; Stafleu & Cowan 3880; Landwehr 197 (y pp. 39-41, 49).

## Honores

### Eponimia
Géneros
- (Arecaceae) Korthalsia Blume[1]

- (Viscaceae) Korthalsella Tiegh.[2]

Especies (84 + 38)
- (Acanthaceae) Strobilanthes korthalsii (Bremek.) J.R.I.Wood[3]

- (Annonaceae) Friesodielsia korthalsiana (Miq.) Steenis[4]

- (Fabaceae) Pterocarpus korthalsianus Kuntze[5]

- (Fagaceae) Lithocarpus korthalsii (Endl.) Soepadmo [6]

- (Rubiaceae) Schradera korthalsiana (Miq.) Puff, R.Buchner & Greimler[7]

- (Sapotaceae) Kakosmanthus korthalsii Pierre ex Dubard[8]

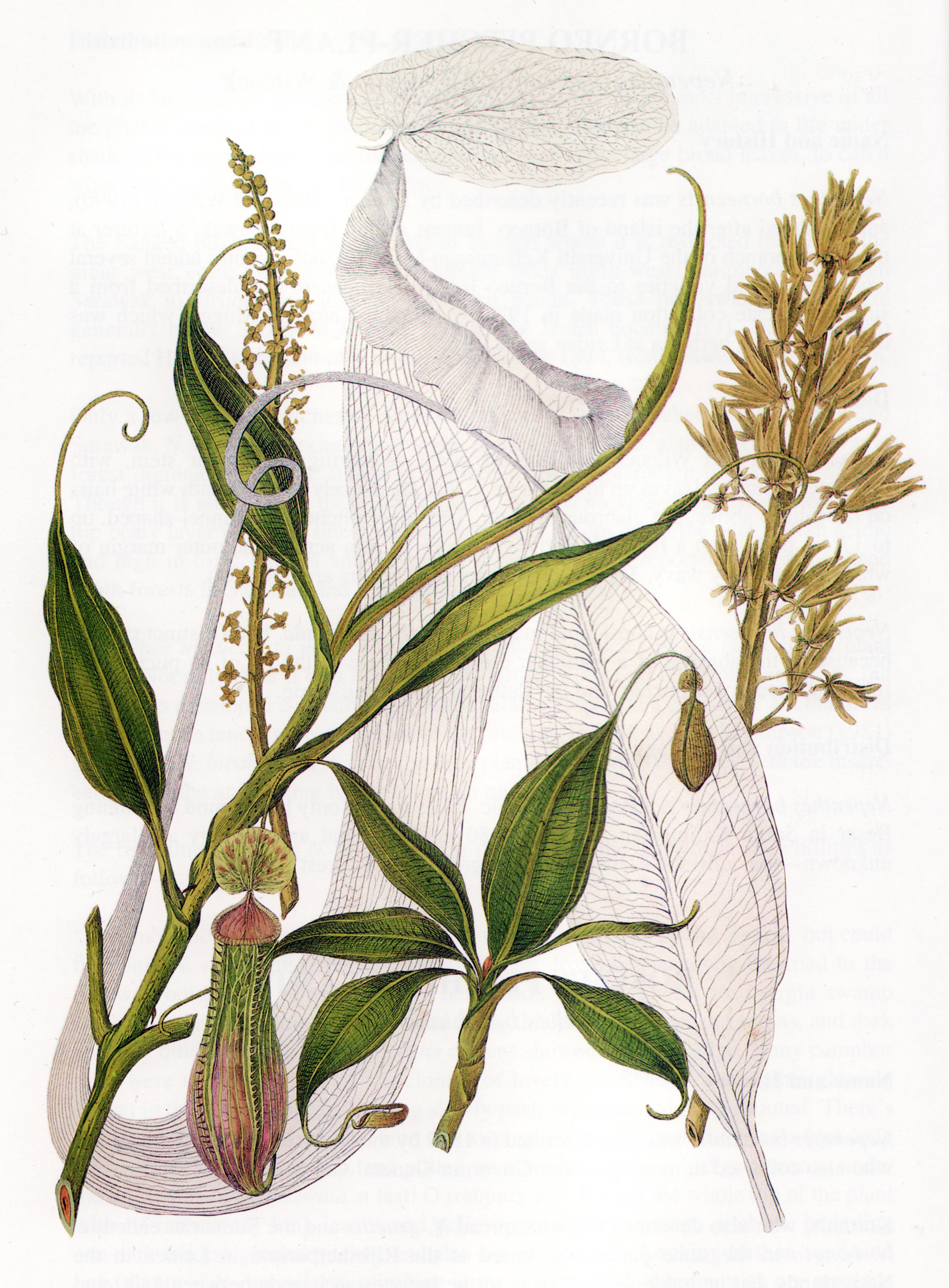
Ilustración original de Nepenthes boschiana, de 1839, por P.W. Korthals.

- La abreviatura «Korth.» se emplea para indicar a Pieter Willem Korthals como autoridad en la descripción y clasificación científica de los vegetales.[9]